# FastAPI
FastAPI es un framework web de alto rendimiento para crear API de servicios basados en HTTP en Python 3.8+.  Utiliza Pydantic y sugerencias de tipo para validar, serializar y deserializar datos. FastAPI también genera automáticamente documentación OpenAPI para las API creadas con él. Se lanzó por primera vez en 2018.

## Componentes

### Pydantic
Pydantic es una biblioteca de validación de datos para Python. Al escribir código en un IDE, Pydantic proporciona sugerencias de tipo para la validación y serialización del esquema a través de anotaciones de tipo.

### Starlette
Starlette es un conjunto de herramientas/marco ASGI liviano que admite la funcionalidad asincrónica en Python. 

### Uvicorn
Uvicorn es un servidor web/servidor de aplicaciones de bajo nivel mínimo para marcos asincrónicos, que sigue la especificación ASGI. Técnicamente, implementa un modelo multiproceso con un proceso principal, que es responsable de administrar un grupo de procesos de trabajo y distribuirles las solicitudes HTTP entrantes. El número de procesos de trabajo está preconfigurado, pero también se puede ajustar hacia arriba o hacia abajo en tiempo de ejecución. 

## Integración OpenAPI
FastAPI genera automáticamente documentación OpenAPI para sus API. Esta documentación incluye Swagger UI y ReDoc, que proporcionan documentación API interactiva que puede utilizar para explorar y probar sus puntos finales en tiempo real. Esto es particularmente útil para desarrollar, probar y compartir API con otros desarrolladores o usuarios. 

## Ejemplo
El siguiente código muestra una aplicación web simple que muestra "¡Hola mundo⁣!", cuando se visita:
```
from
 
fastapi
 
import
 
FastAPI

app
 
=
 
FastAPI
()

@app
.
get
(
"/"
)

def
 
read_root
():

  
return
 
"Hello World!"

```